# Rhagastis albomarginatus
Espèce
Rhagastis albomarginatus  est une espèce d'insectes lépidoptères de la famille des Sphingidae, sous-famille des Macroglossinae, tribu des Macroglossini, sous-tribu des Choerocampina et du genre Rhagastis .

## Description

### Imago
Le dessus de l'aile antérieure a les première et troisième lignes de postmédiane réduits à une série de points et de veines saillantes, la deuxième ligne postmédiane est très faible ou absent, Il y a une tache claire discrète et diffuse et une zone pâle similaire mais moins marquée. La bande pâle est réduite à une  tache mal défini près de l'angle anal. La frange est faiblement dentée en blanc avec des taches brunes au niveau de la veine. Le bord costal est partiellement blanc crème. La face inférieure de l'aile postérieure porte une petite tache noire discale.

### La chenille
La larve de la sous-espèce nominale est verte à bleu pâle comme aux premiers stades. Le dernier stade a une tête bleu pâle. Le corps est  jaune au niveau du dos, latéralement elle est vert pâle ou vert bleuâtre, les flancs de l'abdomen sont traversés par de longues rayures bleues, obliques. Le thorax est rayé longitudinalement. La corne est bleu foncé.

## Biologie
Les chenilles de Rhagastis albomarginatus dichroae se nourrissent  sur Vernicia montana et Dichroa febrifuga, pour Rhagastis albomarginatus albomarginatus se sons les espèces des genres Dichroa, Hortensia et Vitis.

## Répartition et habitat
Répartition
L'espèce est connue dans l'Himalaya, en Chine, à Taiwan, en Birmanie, à Sumatra, Java et Bornéo.

## Systématique
L'espèce a été décrite par l'entomologiste britannique Lionel Walter Rothschild en 1894 sous le nom initial de Metopsilus albomarginatus.

### Synonymie
- Metopsilus albomarginatus Rothschild, 1894 Protonyme
- Rhagastis joiceyi Clark, 1924
- Rhagastis mongoliana centrosinaria Chu & Wang, 1980
- Rhagastis albomarginatus nubilosa Bryk, 1944

### Taxonomie
- Albomarginatus albomarginatus Rhagastis (Himalaya, Taiwan, la Birmanie)
- Rhagastis albomarginatus dichroae Mell 1922 (Chine)
- Rhagastis albomarginatus everetti Rothschild & Jordan 1903 (Indonésie, y compris Bornéo et Sumatra)

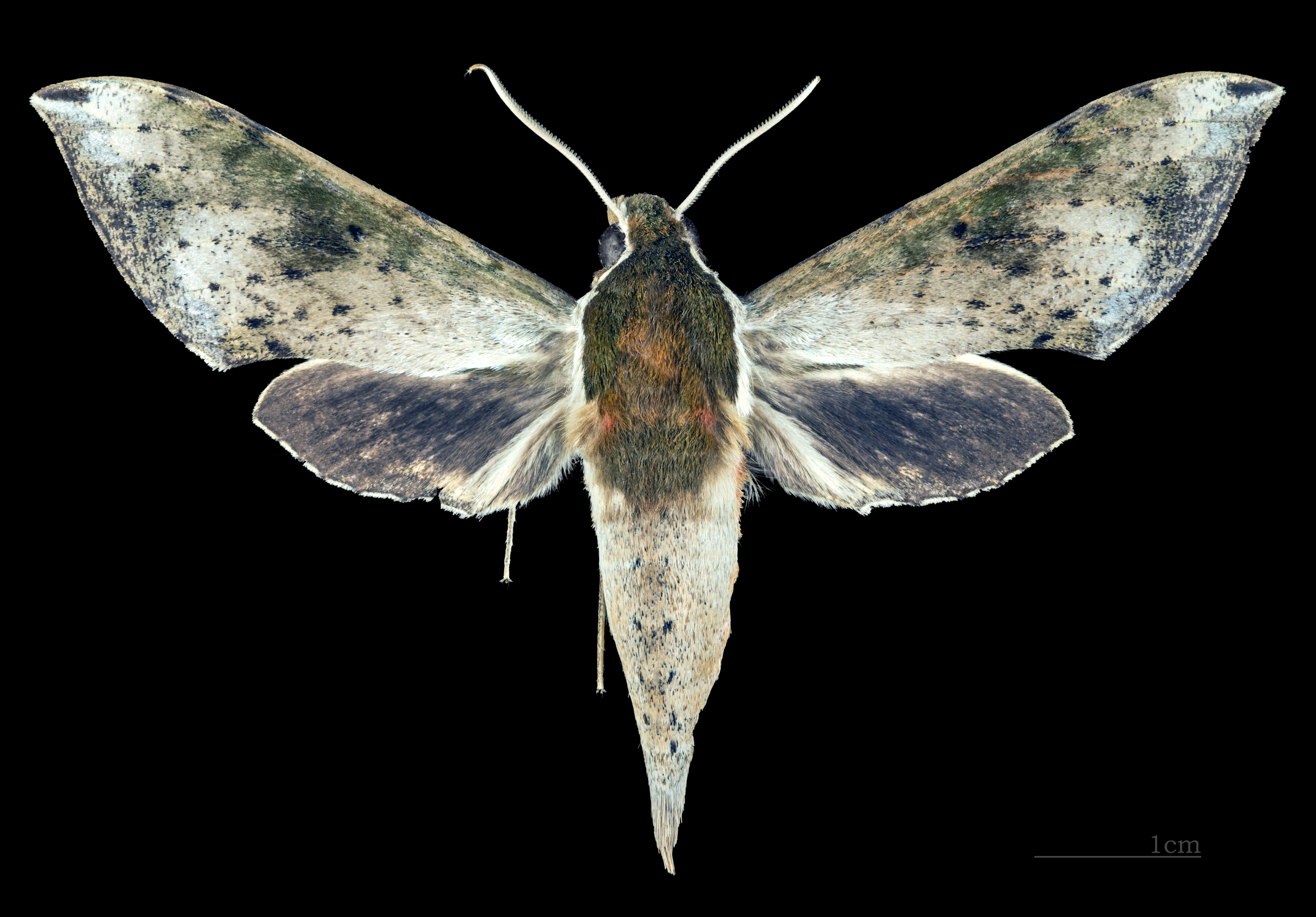
Rhagastis albomarginatus everetti Face dorsale MHNT
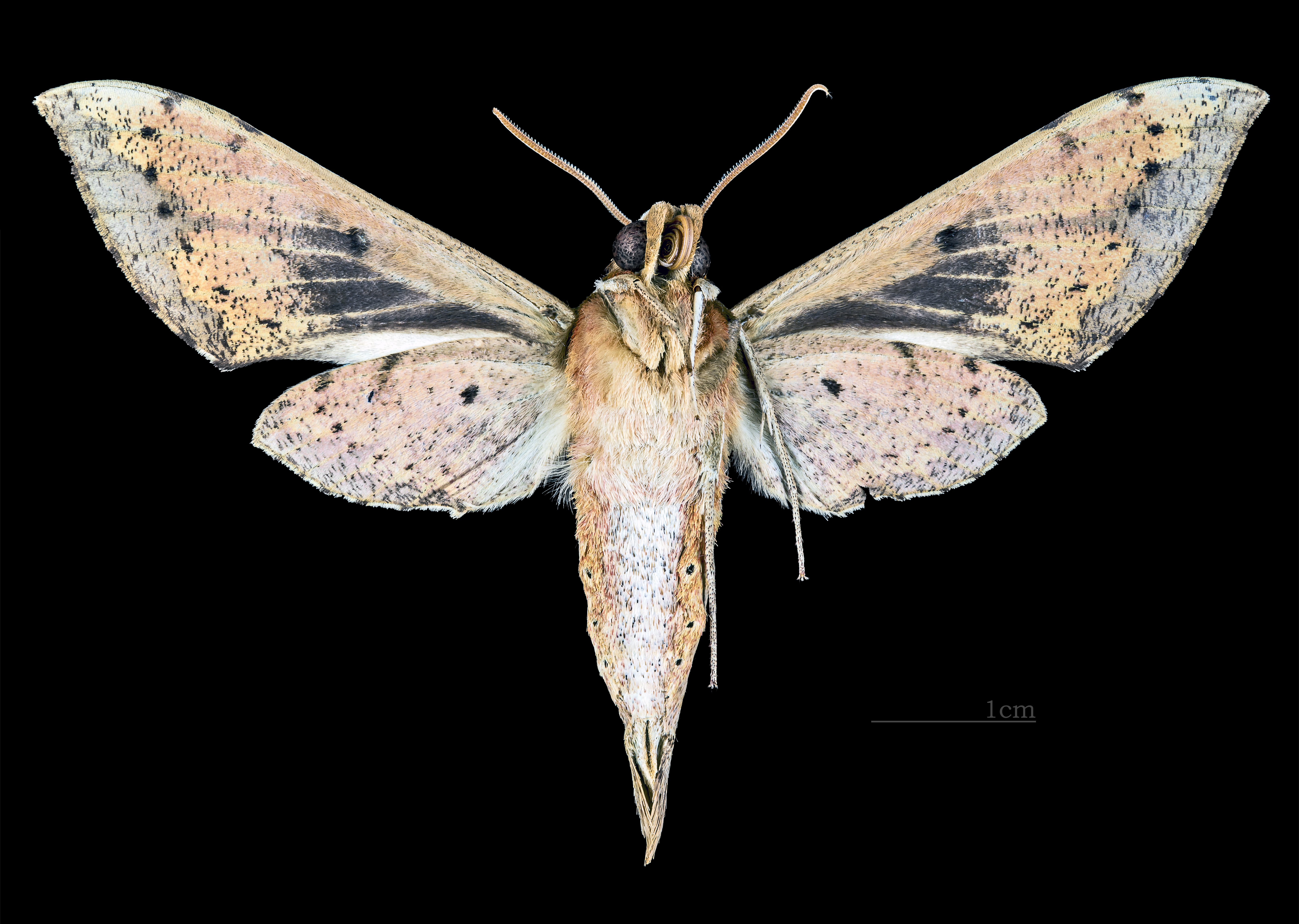
Rhagastis albomarginatus everetti Face ventrale MHNT